# By the Way
A By the Way, a Red Hot Chili Peppers 2002-es albuma.

## Számok
1. "By the Way" – 3:37
2. "Universally Speaking" – 4:19
3. "This Is the Place" – 4:17
4. "Dosed" – 5:12
5. "Don't Forget Me" – 4:37
6. "The Zephyr Song" – 3:52
7. "Can't Stop" – 4:29
8. "I Could Die for You" – 3:13
9. "Midnight" – 4:55
10. "Throw Away Your Television" – 3:44
11. "Cabron" – 3:38
12. "Tear" – 5:17
13. "On Mercury" – 3:28
14. "Minor Thing" – 3:37
15. "Warm Tape" – 4:16
16. "Venice Queen" – 6:07